# Liste der Einträge im National Register of Historic Places im Howell County

Lage des Howell County in Missouri

Die Liste der Einträge im National Register of Historic Places im Howell County in Missouri führt die Bauwerke und historischen Stätten im Howell County auf, die in das National Register of Historic Places aufgenommen wurden.

## Legende
| NRHP | Historic Place    |
| HD   | Historic District |

## Aktuelle Einträge
| [ 3 ] | Name                                | Bild                                | Eintragsdatum        | Lage | Ort         | Beschreibung |
| ----- | ----------------------------------- | ----------------------------------- | -------------------- | --- | ----------- | ------------ |
| 1     | Courthouse Square Historic District | Courthouse Square Historic District | 2003 ID-Nr. 03000651 | Abgegrenzt durch Broadway, Grove Street, Court Square und Washington Avenue 36° 43′ 43″ N, 91° 51′ 8″ W | West Plains |              |
| 2     | Elledge Arcade Buildings            |                                     | 2001 ID-Nr. 01000011 | 28 Court Square und 2 Elledge Arcade 36° 43′ 43″ N, 91° 51′ 10″ W                                       | West Plains |              |
| 3     | International Shoe Company Building |                                     | 2011 ID-Nr. 11000783 | 665 Missouri Avenue 36° 44′ 5,3″ N, 91° 51′ 31,4″ W                                                     | West Plains |              |
| 4     | Mount Zion Lodge Masonic Temple     |                                     | 2011 ID-Nr. 11000188 | 304 East Main Street 36° 43′ 41″ N, 91° 51′ 1″ W                                                        | West Plains |              |
| 5     | W. J. and Ed Smith Building         |                                     | 2001 ID-Nr. 01000012 | 109-113 Washington Avenue 36° 43′ 44″ N, 91° 51′ 9″ W                                                   | West Plains |              |
| 6     | West Plains Bank Building           |                                     | 2001 ID-Nr. 01000013 | 107 Washington Avenue 36° 43′ 44″ N, 91° 51′ 9″ W                                                       | West Plains |              |